# Cycloadditie

Voorbeeld van een cycloadditiereactie: reactie tussen 1,3-butadieen en etheen

Een cycloadditie is een pericyclische reactie waarbij twee π-bindingen omgezet worden in twee σ-bindingen, en waarmee twee verbindingen in een cyclische verbinding omgezet worden. Een voorbeeld hiervan is de diels-alderreactie.